# Anfechtungsgesetz
Das deutsche Anfechtungsgesetz regelt seit 1879, unter welchen Voraussetzungen ein Gläubiger Rechtshandlungen seines Schuldners, die ihn benachteiligen, anfechten kann.

## Geschichte
Bereits im römischen Recht gab es seit Justinian die Paulianische Anfechtungsklage (actio Pauliana).

## Wirkung
Das Anfechtungsgesetz gibt einem Gläubiger die Möglichkeit, auf einen Wertgegenstand seines Schuldners auch dann noch durch Zwangsvollstreckungsmaßnahmen zuzugreifen, wenn der Schuldner diesen Wertgegenstand durch eine Rechtshandlung an eine dritte Person übertragen hat. Voraussetzung ist, dass die Rechtshandlung des Schuldners den Gläubiger benachteiligt, beispielsweise indem der Schuldner sein gesamtes Vermögen seiner Ehefrau überträgt und anschließend seine Schulden nicht mehr begleichen kann. Der Gläubiger kann dann innerhalb bestimmter Fristen die Vermögensübertragung anfechten. Bei erfolgreicher Anfechtung muss die dritte Person dulden, dass der Gläubiger auf den Vermögensgegenstand zugreift.
Streng zu unterscheiden ist die Anfechtung nach dem Anfechtungsgesetz von der Anfechtung einer Willenserklärung, zum Beispiel wegen Erklärungsirrtums oder arglistiger Täuschung. Die Anfechtung einer Willenserklärung ist die Ausübung eines Gestaltungsrechts, die dazu führt, dass das Rechtsgeschäft, das durch die anzufechtende Willenserklärung zustande gekommen ist, mit rückwirkender Kraft nichtig wird. Diese Wirkung tritt unmittelbar ein durch Abgabe einer Anfechtungserklärung gegenüber dem Anfechtungsgegner (dem Vertragspartner des anzufechtenden Rechtsgeschäfts).
Völlig anders ist die Wirkung der Anfechtung nach dem Anfechtungsgesetz. Hier bedarf es keiner rechtsgestaltenden Erklärung. Wenn die Voraussetzungen der Anfechtung vorliegen, entsteht ein gesetzliches Schuldverhältnis zwischen dem Gläubiger und dem Anfechtungsgegner (dem Empfänger des vom Schuldner weggegebenen Vermögensgegenstandes). Es besteht ein Anspruch, den weggegebenen Wertgegenstand dem Gläubiger zum Zwecke der Befriedigung seines Anspruchs zur Verfügung zu stellen (§ 11). Dieser Anspruch, der nach herrschender Ansicht schuldrechtlicher Natur ist, muss in der Regel im Zivilrechtsweg im Wege der Klage geltend gemacht werden (§ 13), wobei der Antrag darauf zu richten ist, wegen einer bestimmten Forderung des Gläubigers gegen den Schuldner den Anfechtungsgegner zur Duldung der Zwangsvollstreckung in den bestimmten Vermögensgegenstand zu verurteilen.
Ist über das Vermögen des Schuldners ein Insolvenzverfahren eröffnet, gelten die Anfechtungsvorschriften der Insolvenzordnung. Eine Anfechtung auf Grundlage des Anfechtungsgesetzes ist dann nicht mehr möglich.

## Regelfälle
Das Anfechtungsgesetz kennt drei Regelfälle, in denen Rechtshandlungen angefochten werden können:
- Anfechtung gemäß § 3 Abs. 1: Rechtshandlungen, die der Schuldner mit dem Vorsatz vorgenommen hat, den Gläubiger zu benachteiligen, wenn die dritte Person den Vorsatz kannte.
- Anfechtung gemäß § 3 Abs. 4: Entgeltliche Verträge, die der Schuldner mit einer nahestehenden Person abgeschlossen hat.
- Anfechtung gemäß § 4 Abs. 1: Unentgeltliche Leistungen des Schuldners an eine dritte Person, insbesondere Schenkungen.

Besondere Regelungen gelten für Rechtshandlungen des Erben (§ 5) und für eigenkapitalersetzende Gesellschafterdarlehen (§ 6).